# Moshi Moshi Records
Moshi Moshi Records è un'etichetta discografica indipendente londinese.

Il nome viene dal tipico saluto telefonico giapponese "moshi moshi", che equivale al "pronto" italiano.

## Artisti
- Alterkicks
- Architecture in Helsinki
- Au Revoir Simone
- Best Fwends
- Bloc Party
- Blue Foundation
- Breakbot
- Dananananaykroyd
- Dels
- Dntel
- Fans of Kate
- Foreign Born
- Friendly Fires
- The Grates
- Hot Chip
- Hot Club de Paris
- Ingo Star Cruiser
- J Xaverre
- Junk Boy
- Kate Nash
- Late of the Pier
- Lo-Fi-Fnk
- The Mae Shi
- Mates of State
- Matt and Kim
- Matt Harding
- Metronomy
- New Rhodes
- Pedro v Kathryn Williams
- The Rakes
- Rat:att:agg
- Roland Shanks
- Slow Club
- Sukpatch
- The Wave Pictures
- Tilly and the Wall
- Unsound
- Yeti
- Zan Lyons